# Camí de Sant Andreu (Castellcir)

El Camí de Sant Andreu, respecte del terme de Castellcir

El Camí de Sant Andreu és un camí rural que uneix el nucli principal actual del poble de Castellcir, l'antic Carrer de l'Amargura, amb el nucli antic, l'església de Sant Andreu, dins del terme municipal de Castellcir, a la comarca del Moianès.
Arrenca de l'extrem meridional de l'actual nucli urbà de Castellcir, a l'extrem sud de l'Avinguda de Sant Quirze; del darrer carreró que es troba cap a llevant, surt el camí cap al sud-est. Davalla cap a la vall de la riera de Castellcir. Després de fer tres tancats revolts per salvar el desnivell, el camí passa per la Codina, on gira cap al nord, passa per Cal Jaumet, on troba la Bassa Petita, a la qual ha de fer tota la volta pel costat de ponent i després pel nord; a l'extrem septentrional de la bassa, troba un altre camí que trenca cap al sud-est, travessa la riera a gual, i per la riba esquerra de la Riera de Castellcir, mena en poc tros a Sant Andreu de Castellcir.

## Etimologia
Com la major part dels camins, el seu nom és de caràcter descriptiu: és el camí que uneix el nucli actual de Castellcir amb l'antiga església parroquial de Sant Andreu de Castellcir.